# Šimpach
Šimpach (německy Simpach) je malá vesnice, část obce Obrataň v okrese Pelhřimov. Nachází se asi 3,5 km na severovýchod od Obrataně. Prochází tudy železniční trať Tábor – Horní Cerekev. V roce 2009 zde bylo evidováno 44 adres. V roce 2001 zde trvale žilo 39 obyvatel. V údolí východně od osady protéká Kejtovský potok, který je pravostranným přítokem řeky Trnavy.
Šimpach je také název katastrálního území o rozloze 4,05 km².